# Лирический театр (Милан)

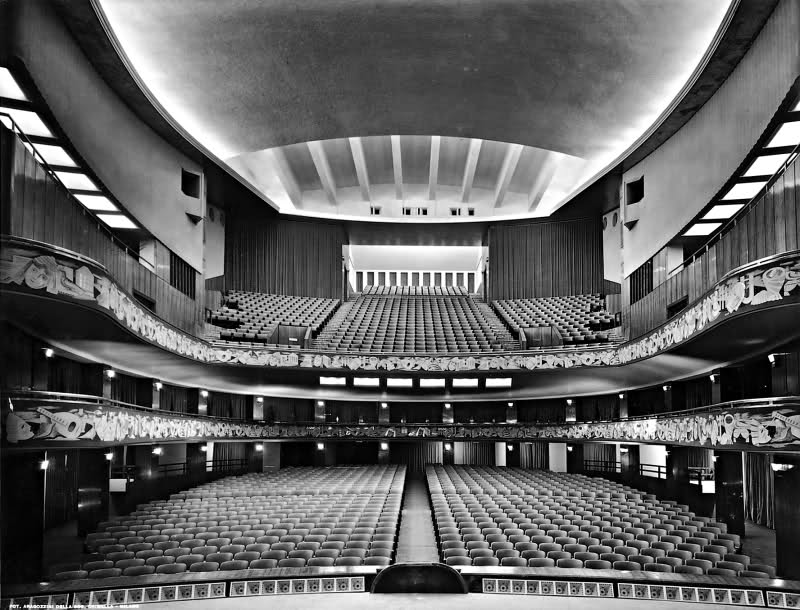
Зрительный зал после реконструкции 1938 года

Лирический театр (итал. Teatro Lirico), или (до конца XIX века) театр Каноббьяна (Teatro alla Canobbiana) — исторически второй по значению, или малый, оперный театр Милана (после большого театра «Ла Скала»). Он видел мировые премьеры опер Доницетти («Любовный напиток», «Театральные порядки и беспорядки»), Джордано («Федора» и «Заза»), Чилеа («Арлезианка» с Карузо в главной роли). Расположен в ста метрах от Королевского дворца. С 2003 года носит имя Джорджо Габера.
Сын императрицы Марии Терезии по имени Фердинанд, приехав в Милан в качестве наместника, предложил построить здесь два театра: главный, «дворянский», возвести рядом со своим дворцом на месте упразднённой церкви Санта-Мария-алла-Скала (ныне это театр Ла Скала), а второй, «народный», — на территории школ Каноббио (названы в честь своего основателя Паоло да Каноббио), что дало театру первоначальное название «Каноббьяна».
Театр Каноббьяна открылся спустя год после театра «Ла Скала», 21 августа 1779 года, оперой, которую по этому случаю сочинил Сальери. Устройство зрительных залов театров-близнецов имело много общего. Многие богачи выкупали абонементы на ложи сразу в обоих театрах. При Габсбургах театр полагался на субсидии, которые предоставляли городские власти с подачи австрийского правительства. После объединения Италии в 1870 году этот источник доходов исчез, и театр стал приходить в упадок.
Вторую жизнь зданию театра подарил музыкальный издатель Эдоардо Сонцоньо, который в 1894 году профинансировал реконструкцию и переименовал его в Международный Лирический театр («Театро Лирико Интернационале»). Новый театр был любим композиторами эпохи веризма, которые охотно ставили здесь свои оперы, а также использовался для балетных и драматических постановок. Здесь состоялась 18 апреля 1914 года премьера первого в истории кинематографа блокбастера — фильма «Кабирия» с колоссальным для того времени бюджетом.
В 1926 году правительство Муссолини забрало этот театр (как и многие другие) из частных рук с тем, чтобы использовать его не только для развлечений, но и для общественно-политических собраний. После серьёзного пожара в 1938 году городские власти поручили архитектору Касси Рамелли разработать проект восстановления. В период с 1943 по 1945 год обновлённый театр Лирико временно приютил артистов «Ла Скалы» на период, пока шла реконструкция их собственного театра после бомбардировок. Именно здесь 16 декабря 1944 года Муссолини произнёс свою последнюю речь.
В послевоенный период театр Лирико не имел постоянной труппы и постепенно перестал поддерживаться в должном состоянии. В 1960-е годы временно служил площадкой Пикколо-театра. Здесь часто давали концерты поющие актёры вроде Джорджо Габера. Затяжной экономический кризис привёл к закрытию театра в 1999 году.
Реставрация, стартовавшая в 2016 году, завершилась днём открытых дверей, позволившим горожанам впервые за два десятилетия увидеть обновлённое пространство. Официальное открытие состоялось 18 декабря 2021 года.